# Лазе Прњавор
Лазе Прњавор су насељено место у саставу града Пожеге, у Славонији, Република Хрватска.

## Становништво
Насеље је према попису становништва из 2011. године имало 10 становника.
| Националност       | 1991.       |
| Срби               | 10 (37,03%) |
| Хрвати             | 5 (18,51%)  |
| Југословени        | 2 (7,40%)   |
| остали и непознато | 10 (37,03%) |
| Укупно             | 27          |